# Кейт Джинтер
Кейт Джинтер  (англ. Kate Gynther, 5 липня 1982, Брисбен, Австралія) — австралійська ватерполістка, олімпійська медалістка. Зведена сестра Бек і Мел Ріппон.

## Виступи на Олімпіадах
| Олімпіада   | Дисципліна | Місце |
| ----------- | ---------- | ----- |
| Афіни 2004  | водне поло | 4     |
| Пекін 2008  | водне поло | 3     |
| Лондон 2012 | водне поло | 3     |